# Miklós Fehér
Pour les articles homonymes, voir Fehér.
Miklós Fehér, né le 20 juillet 1979 à Tatabánya (Hongrie) et mort subitement le 25 janvier 2004 à Guimarães (Portugal), est un joueur de football hongrois.

## Biographie
Durant sa carrière, Miklós Fehér évolue en Hongrie et au Portugal.

### Carrière en club

#### Débuts en Hongrie au Győri ETO KC (1995-1998)
Entre 1995 et 1998 avec le club du Győri ETO, il dispute 62 matchs en première division hongroise, inscrivant 23 buts.
Il réalise sa meilleure performance lors de la saison 1997-1998, où il inscrit 13 buts en championnat.

#### Départ pour le Portugal (1998-2004)
Lors de son passage au Portugal entre 1998 et 2004, Fehér joue un total de 82 matchs en première division portugaise en inscrivant 27 buts.

#### Arrivée au FC Porto (1998 - 2002)
Il est transféré en 1998 au FC Porto jusqu'en 2002 où il sera prêté en 2000 au S.C Salgueiros puis au S.C Braga la saison suivante. Il réalise sa meilleure performance lors de la saison 2000-2001, où il inscrit 14 buts en championnat avec le Sporting Braga. Cette même saison, il est l'auteur de trois doublés, tout d'abord lors de la réception du Sporting CP, puis lors d'un déplacement à Boavista, et enfin à l'occasion d'un déplacement au Paços de Ferreira.

#### Départ au S.L Benfica (2002-2004)
Par la suite, il est transféré au S.L Benfica à l'issue de la saison 2001-2002.
Le 1er juin 2003, il est l'auteur avec le Benfica, d'un triplé lors de la dernière journée de championnat, à l'occasion de la réception du Vitória Guimarães (large victoire 4-0).
Au sein des compétitions continentales européennes, il dispute cinq matchs en Ligue des champions, et deux en Coupe de l'UEFA. Il inscrit son seul et unique but en Coupe d'Europe le 15 octobre 2003, sur la pelouse du club belge de la RAA louviéroise, à l'occasion du 1er tour de la Coupe de l'UEFA.

### Carrière en équipe nationale
Miklós Fehér est sélectionné à 25 reprises en équipe de Hongrie entre 1998 et 2003, inscrivant 7 buts. Toutefois, seulement 24 sélections et 6 buts sont reconnus par la FIFA.
Il joue son premier match en équipe nationale le 10 octobre 1998, contre l'Azerbaïdjan, lors des éliminatoires de l'Euro 2000 et se met de suite en évidence en inscrivant son premier but. Les Hongrois s'imposent sur le score de 0-4 à Bakou.
Le 11 octobre 2000, il est l'auteur d'un triplé face à la Lituanie. Ce match remporté sur le large score de 1-6 à Kaunas rentre dans le cadre des éliminatoires du mondial 2002. Un mois plus tard, il inscrit un autre but contre la Macédoine, lors d'une rencontre non reconnue par la FIFA.
Le 17 avril 2002, il inscrit un but en amical contre la Biélorussie. Malgré tout, les Hongrois s'inclinent assez lourdement à Debrecen (2-5). Il inscrit son dernier but en équipe nationale le 20 août 2003, en amical contre la Slovénie. Les Hongrois s'inclinent 2-1 à Murska Sobota.
Il reçoit sa dernière sélection avec la Hongrie le 11 octobre 2003, contre la Pologne. Ce match perdu 1-2 à Budapest rentre dans le cadre des éliminatoires de l'Euro 2004.

### Décès tragique lors du match Vitoria Guimarães - Benfica
Lors du match opposant le Vitória Guimarães au Benfica le 25 janvier 2004, il s'effondre en plein match après s'être vu infliger un carton jaune par l'arbitre. Victime d'une attaque cardiaque fatale, en plein match, il meurt à l'âge de 24 ans.
Selon un rapport de la justice portugaise qui a été publié en avril 2004, son décès est la conséquence d'une arythmie cardiaque, probablement due à une cardiomyopathie hypertrophique.
À la suite de cette tragédie, le club du Benfica Lisbonne décide de ne plus jamais attribuer le numéro 29 que portait ce joueur, afin de lui rendre hommage.
À l'issue de cette saison 2004-2005, le Benfica Lisbonne remporte le titre de champion du Portugal. Afin de lui rendre encore hommage, les dirigeants du club se déplacent en Hongrie, et remettent en mains propres la médaille de champion à ses parents.

## Palmarès
- Champion du Portugal en 1999 avec Porto
- Vice-champion du Portugal en 2000 avec Porto
- Vice-champion du Portugal en 2003 et 2004 avec Benfica